# Kubok Ukraïny 2018-2019
La Kubok Ukraïny 2018-2019 (in ucraino Кубок України?) è stata la 28ª edizione della Coppa d'Ucraina. La competizione è iniziata il 17 luglio 2018 e si è conclusa il 15 maggio 2019. Lo Šachtar ha conquistato il trofeo per la tredicesima volta nella sua storia.

## Date
| Fase        | Turno            | Frazionale  | Sorteggio         | Data              |
| ----------- | ---------------- | ----------- | ----------------- | ----------------- |
| Preliminari | Primo turno      | 1⁄64 finale | 10 luglio 2018    | 18 luglio 2018    |
| Preliminari | Secondo turno    | 1⁄32 finale | 20 luglio 2018    | 22 agosto 2018    |
| Preliminari | Terzo turno      | 1⁄16 finale | 31 agosto 2018    | 26 settembre 2018 |
| Fase finale | Ottavi di finale | 1⁄8 finale  | 28 settembre 2018 | 31 ottobre 2018   |
| Fase finale | Quarti di finale | 1⁄4 finale  | 2 novembre 2018   | 7 aprile 2019     |
| Fase finale | Semifinali       | 1⁄2 finale  | 8 aprile 2019     | 17 aprile 2019    |
| Fase finale | Finale           | Finale      | 15 maggio 2019    | 15 maggio 2019    |

## Risultati

### Primo turno
| Squadra 1              | Risultato        | Squadra 2                  |
| ---------------------- | ---------------- | -------------------------- |
| 17 luglio 2018         |                  |                            |
| Tavrija                | 1 – 0            | Čajka Petropav. Borščahiv. |
| 18 luglio 2018         |                  |                            |
| Naftovyk-Ukrnafta      | 0 – 3            | Hirnyk Kryvyj Rih          |
| Kaluš                  | 1 – 1 (4-3 dtr)  | Bukovyna Černivci          |
| LNZ-Lebedyn            | 0 – 0 (4-2 dtr)  | Polіssja Žytomyr           |
| Viktorija Mykolaïvka   | 2 – 1            | Nyva Ternopil'             |
| Nikopol'               | 1 – 4            | Myr Hornostajivka          |
| Enerhija Nova Kachovka | 0 – 1            | Krystal Cherson            |
| Real Farma Odessa      | 0 – 2            | Nyva Vinnycja              |
| Podillja               | 0 – 2            | Metalurh Zaporižžja        |
| Veres Rivne            | 1 – 1 (9-10 dtr) | Mynaj                      |

### Secondo turno
| Squadra 1            | Risultato       | Squadra 2            |
| -------------------- | --------------- | -------------------- |
| 22 agosto 2018       |                 |                      |
| Balkany Zorja        | 0 – 1           | Mykolaïv             |
| Čerkaščyna           | 3 – 1           | Ruch Vynnyky         |
| Kaluš                | 2 – 1 (dts)     | Avanhard Kramators'k |
| Kremin' Kremenčuk    | 1 – 2           | Zirka                |
| Krystal Cherson      | 1 – 1 (4-2 dtr) | Ahrobiznes Voločys'k |
| LNZ-Lebedyn          | 1 – 1 (2-4 dtr) | Hirnyk Kryvyj Rih    |
| Mynaj                | 3 – 1           | Prykarpattja         |
| Viktorija Mykolaïvka | 1 – 1 (1-3 dtr) | Myr Hornostajivka    |
| Nyva Vinnycja        | 2 – 1           | Hirnyk-Sport         |
| Tavrija              | 2 – 3 (dts)     | Volyn'               |
| Sumy                 | 3 – 0           | Kobra Charkiv        |
| Inhulec'             | 1 – 0           | Kolos Kovalivka      |
| Metalist 1925        | 2 – 0           | Obolon'-Brovar       |
| 20 settembre 2018    |                 |                      |
| Metalurh Zaporižžja  | 0 – 2           | Dnipro-1             |

### Terzo turno
| Squadra 1         | Risultato       | Squadra 2         |
| ----------------- | --------------- | ----------------- |
| 25 settembre 2018 |                 |                   |
| Sumy              | 0 – 3           | Karpaty           |
| 26 settembre 2018 |                 |                   |
| Krystal Cherson   | 2 – 3           | Desna Černihiv    |
| Myr Hornostajivka | 0 – 3           | Inhulec'          |
| Kaluš             | 1 – 0 (dts)     | Metalist 1925     |
| Nyva Vinnycja     | 0 – 0 (3-4 dtr) | Hirnyk Kryvyj Rih |
| Čerkaščyna        | 3 – 2 (dts)     | Arsenal Kiev      |
| Mynaj             | 3 – 1           | Mykolaïv          |
| Zirka             | 1 – 1 (4-5 dtr) | Olimpik Donec'k   |
| Dnipro-1          | 2 – 1           | Volyn'            |
| Čornomorec'       | 3 – 0           | Oleksandrija      |

### Ottavi di finale
| Squadra 1         | Risultato       | Squadra 2       |
| ----------------- | --------------- | --------------- |
| 31 ottobre 2018   |                 |                 |
| Hirnyk Kryvyj Rih | 0 – 1           | L'viv           |
| Kaluš             | 0 – 3           | Dnipro-1        |
| Mynaj             | 1 – 3           | Dinamo Kiev     |
| Inhulec'          | 3 – 1           | Mariupol'       |
| Čornomorec'       | 1 – 2           | Vorskla         |
| Čerkaščyna        | 0 – 1           | Karpaty         |
| Šachtar           | 3 – 2           | Olimpik Donec'k |
| Desna Černihiv    | 1 – 1 (4-5 dtr) | Zorja           |

### Quarti di finale
| Squadra 1     | Risultato       | Squadra 2   |
| ------------- | --------------- | ----------- |
| 7 aprile 2019 |                 |             |
| Inhulec'      | 1 – 1 (5-4 dtr) | Karpaty     |
| L'viv         | 0 – 1           | Zorja       |
| Dnipro-1      | 2 – 0           | Vorskla     |
| Šachtar       | 1 – 1 (4-3 dtr) | Dinamo Kiev |

### Semifinale
| Squadra 1      | Risultato | Squadra 2 |
| -------------- | --------- | --------- |
| 17 aprile 2019 |           |           |
| Inhulec'       | 2 – 1     | Zorja     |
| Dnipro-1       | 0 – 2     | Šachtar   |

### Finale
| Arbitro: | Aranovs'kyj (Kiev) |

|                                        |           |  |
| Tetê 28’, 39’ Moraes 45+1’ Solomon 64’ | Marcatori |  |

| Šachtar | Inhulec' |

#### Formazioni
| Šachtar (4-2-3-1) |    |                   |     |     |
|                   |    |                   |     |     |
| P                 | 1  | Oleksij Ševčenko  |     |     |
| D                 | 50 | Serhij Bolbat     |     |     |
| D                 | 22 | Mykola Matvijenko |     |     |
| D                 | 4  | Serhij Kryvcov    |     |     |
| D                 | 31 | Ismaily           |     |     |
| C                 | 21 | Alan Patrick      |     |     |
| C                 | 88 | Marcos Antônio    |     |     |
| C                 | 14 | Tetê              |     | 72’ |
| C                 | 7  | Taison            |     |     |
| C                 | 74 | Viktor Kovalenko  | 48’ | 61’ |
| A                 | 10 | Júnior Moraes     |     | 61’ |
| A disposizione:   |    |                   |     |     |
| P                 | 30 | Andrij Pjatov     |     |     |
| D                 | 5  | Davit Khocholava  |     |     |
| C                 | 6  | Taras Stepanenko  |     |     |
| C                 | 9  | Dentinho          |     |     |
| C                 | 19 | Manor Solomon     |     | 61’ |
| C                 | 23 | Wellington Nem    | 89’ | 72’ |
| A                 | 8  | Olarenwaju Kayode |     | 61’ |
| Allenatore:       |    |                   |     |     |
| Paulo Fonseca     |    |                   |     |     |

| Inhulec' (4-1-4-1) |    |                      |       |     |
|                    |    |                      |       |     |
| P                  | 30 | Anton Stytnykov      |       |     |
| D                  | 39 | Denys Balan          |       |     |
| D                  | 28 | Vitalij Pavlov       |       |     |
| D                  | 55 | Maksym Koval'ov      |       |     |
| D                  | 89 | Oleh Syn'ohub        |       |     |
| C                  | 80 | Vladyslav Lupaško    | 45+1’ |     |
| C                  | 13 | Illja Kovalenko      |       |     |
| C                  | 5  | Jevhen Zaporožec'    |       |     |
| C                  | 8  | Vladyslav Klimenko   | 57’   | 67’ |
| C                  | 45 | Artem Ščedryj        |       | 83’ |
| A                  | 99 | Oleksandr Mišurenko  |       | 34’ |
| A disposizione:    |    |                      |       |     |
| P                  | 12 | Bohdan Šuchman       |       |     |
| D                  | 23 | Oleksandr Kučerenko  |       | 67’ |
| C                  | 7  | Dmytro Sula          |       |     |
| C                  | 17 | Stanislav Peredystyj |       |     |
| C                  | 25 | Oleksandr Kozak      |       | 83’ |
| A                  | 21 | Oleksandr Akymenko   |       |     |
| A                  | 49 | Nika Sichinava       |       | 34’ |
| Allenatore:        |    |                      |       |     |
| Serhij Lavrynenko  |    |                      |       |     |